# Pápa
Pápa (Duits: Poppa, Jiddisch: Pupa) is een historische stad in het Hongaarse comitaat Veszprém. De stad ligt dicht tegen de noordzijde van de Bakony-heuvels. Pápa telt ruim 33.000 inwoners en is het culturele, economische en toeristische centrum van de regio.
Pápa bezit een Eszterházy-slot, met een park van 70 ha, in laat-barokke stijl, en iets verder de kerk met twee grote torens in een mengeling van laat-barok en classicisme. Beide gebouwen zijn uit ongeveer dezelfde periode en liggen opvallend in het centrum van Pápa.

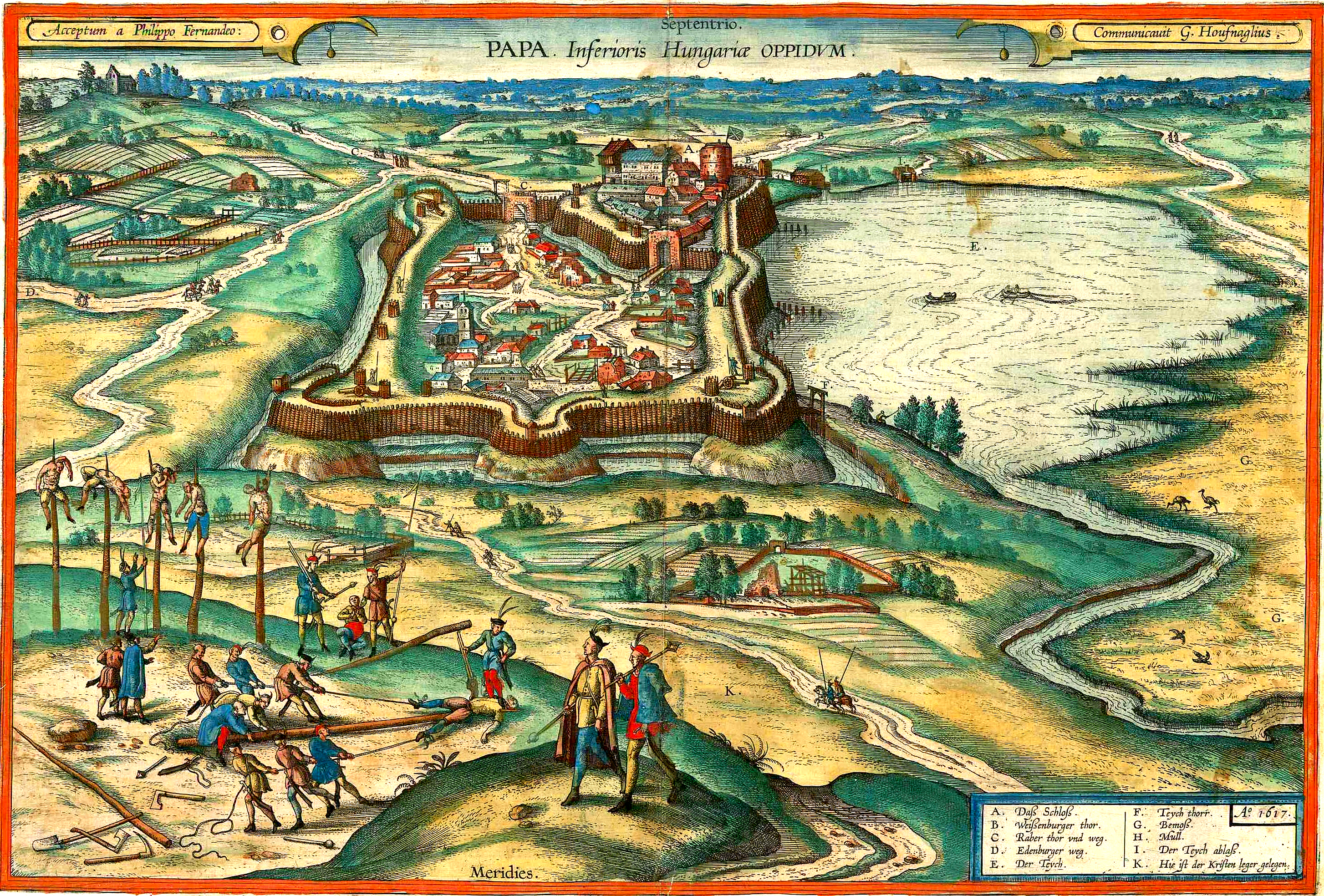
Pápa in de Civitates orbis terrarum. Op de voorgrond muitende Waalse huurlingen geëxecuteerd door spietsing in 1600 tijdens de Vijftienjarige Oorlog

Het hoofdplein, Szabadság tér, is eigenlijk een driehoekige uitbouw van de hoofdstraat, het Fő tér. Rond dit plein liggen aardige zijstraten met kleine winkels en boetiekjes.
Naast de kerk staan enkele barokhuizen, waarvan één met een fraaie hoekerker. Het oudste huis van Pápa, uit de tweede helft van de 15e eeuw, is het vroegere jachthuis van koning Matthias Corvinus. Het ligt in de Corvin utca nº 9.
Het Kékfestő Múzeum toont op interessante wijze hoe textiel met indigo-blauw werd geverfd.
De stad is ook bekend door de thermale baden, die in een ruim opgezet zwembadcomplex zijn opgenomen.
Verder is de stad het belangrijkste handelscentrum voor wijnen uit de regio Somló.
Op 18 november 2007 werd de Pápa Air Base de uitvalsbasis voor drie NAVO C-17 Globemaster III transportvliegtuigen. Vanaf 2009 is de basis verder uitgebreid met vernieuwd materiaal.

## Partnersteden
- Kampen, Nederland